# Стадіон Палестра-Італія
Палестра-Італія (порт. Estádio Palestra Itália або Estádio Parque Antarctica) — футбольний стадіон у місті Сан-Паулу, Бразилія. Стадіон був домашнім майданчиком футбольного клубу Палмейрас (Sociedade Esportiva Palmeiras), що придбав його в 1920 році. Хоча після реконструкції в 1950-тих роках стадіон вміщав понад 40 тисяч глядачів (рекорд 1976 року), після реконструкції він вміщував лише 29 173 глядачів через новіші правила.
На цьому стадіоні проводяться багато важливих ігор, переважно з участю клуба Палмейрас. Тут проходив фінал Кубка Лібертадорес у 1999 році, фінал Кубка Меркосур 1998, 1999 і 2000 років, фінал чемпіонату Бразилії 1996 року та кілька фіналів черміонату штату Сан-Паулу. 
Крім того, тут часто проходили музичні концерти та фестивалі, перш за все через його розташування неподалік від центру міста. Зокрема на стадіоні виступали: Оззі Осборн, Iron Maiden, Metallica, Aerosmith, Девід Бові і Guns N' Roses.
Останнім матчем стала товариська гра «Палмейрасу» проти «Бока Хуніорс» 9 липня 2010. У листопаді 2010 стадіон був зруйнований.
На його місці побудували в 2010–2014 роках, новий клубний стадіон «Альянс-Парк», який відкрили 19 листопада 2014.